# Кипротич, Стивен
Стивен Кипротич (англ. Stephen Kiprotich; 27 февраля 1989, Капчорва) — угандийский бегун на длинные дистанции. Олимпийский чемпион 2012 года в марафонском беге. На Играх в Лондоне выиграл вторую золотую олимпийскую медаль для сборной Уганды за всю историю. На трассе олимпийского марафона смог убежать от кенийских марафонцев Абеля Кируи и Уилсона Кипсанга на последних километрах дистанции, и в итоге выиграть с результатом 2:08.01.
Является представителем народа календжин.

## Карьера

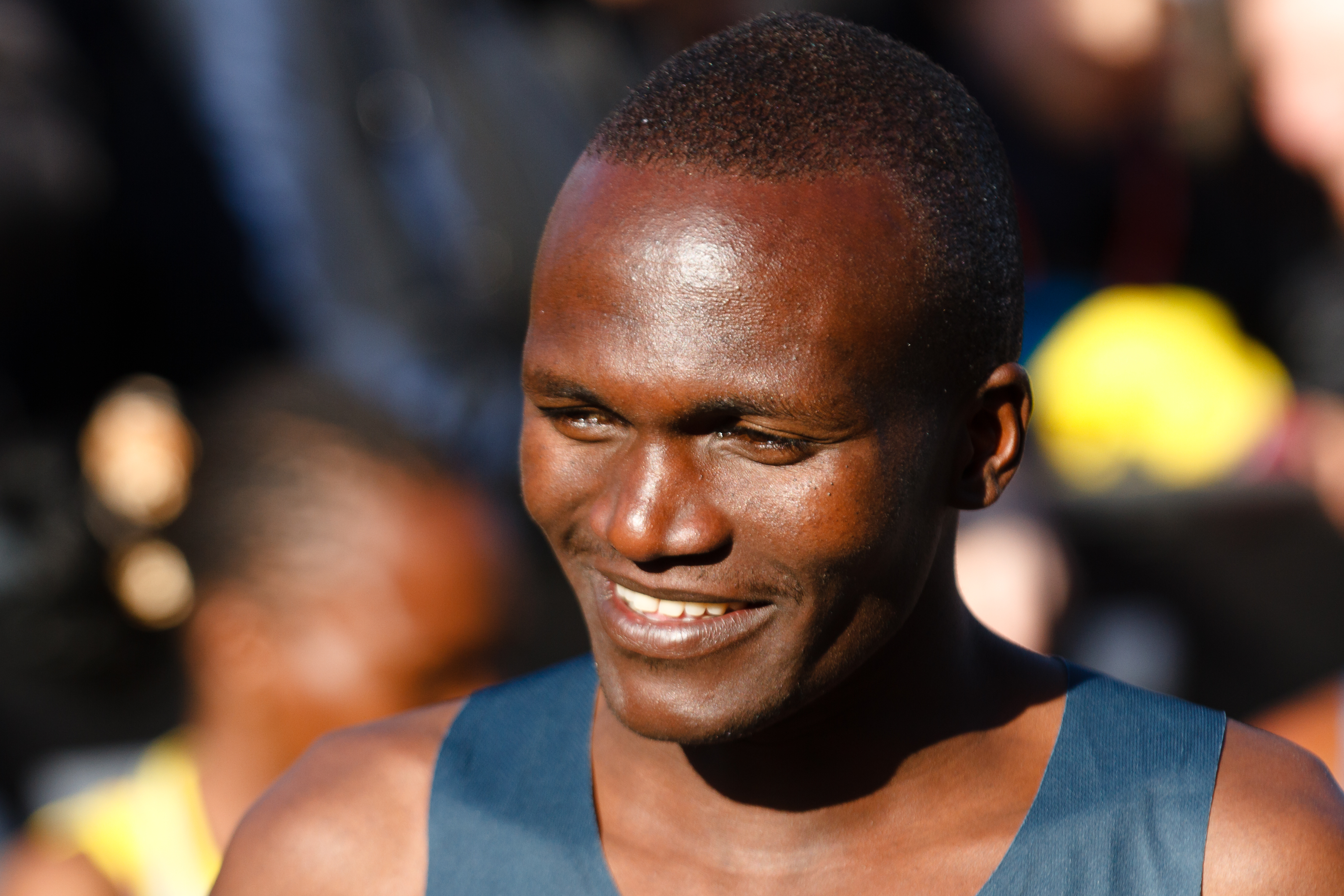
Кипротич в 2014 году

На мемориале Фанни Бланкерс-Кун 2008 года финишировал 7-м на дистанции 5000 метров с результатом 13.23,70. В 2009 году занял 10-е место на 10-мильном пробеге Dam tot Damloop. В 2011 году стал победителем Энсхедского марафона, показав время 2:07.20. Этот результат стал новым рекордом трассы и национальным рекордом. Занял 3-е место на Токийском марафоне 2012 года с результатом 2:07.50.
Чемпион мира 2013 года с результатом 2:09.51 (второе в истории золото чемпионата мира по лёгкой атлетике для Уганды).
В 2014 году выступил на двух марафонах. 13 апреля на Лондонском марафоне занял 12-е место с результатом 2:11.37. 2 ноября занял 5-е место на Нью-Йоркском марафоне — 2:13.25.
22 февраля 2015 года занял 2-е место на Токийском марафоне с результатом 2:06.33.
На Олимпийских играх 2020 года в Токио выступал в марафоне, но сошёл с дистанции.

## Личные рекорды
- 3000 метров — 7.48,06
- 3000 метров с/п — 8.26,66
- 5000 метров — 13.23,70
- Полумарафон — 1:02.52
- Марафон — 2:06.33 NR (2015)